# جدول نو (مقاطعة إقليد)
جدول نو (بالفارسية: جدول نو) هي قرية تقع في Sedeh District في إيران. يقدر عدد سكانها بـ 137 نسمة بحسب إحصاء 2016.